# Mesopotamisch damhert
Het Mesopotamisch damhert (Dama mesopotamica) is een zoogdier uit de familie der hertachtigen (Cervidae). De wetenschappelijke naam van de soort werd voor het eerst geldig gepubliceerd door Brooke in 1875.

## Verspreiding
De soort kwam voorheen voor in de Levant en het zuiden van Anatolië, tot aan het westelijke bergplateaus van Iran. Rond 1875 was de soort alleen nog bekend uit het zuidwesten en westen van Iran en was verdwenen uit de rest van zijn voormalige verspreidingsgebied. In het begin van de jaren '50 van de twintigste eeuw werd gedacht dat de soort uitgestorven was, totdat er in 1956 een kleine populatie werd ontdekt in het zuidwesten van Iran. Dieren uit deze populatie werden naar de Opel-Zoo in West-Duitsland gebracht om een fokprogramma voor de soort op te starten.
Vandaag de dag komt het Mesopotamisch damhert voor in delen van Iran en is de soort geherintroduceerd in Israël.